# Região de Afrin
A Região de Afrin (em curdo:  Herêma Efrînê, em árabe: إقليم عفرين, em siríaco:  ܦܢܝܬܐ ܕܥܦܪܝܢ) é a mais ocidental das três regiões originais da Administração Autônoma do Norte e Leste da Síria.
A região tinha anteriormente dois cantões subordinados, o Cantão de Afrin, consistindo da área da cidade de Afrin (com os distritos de Şêrewa, Mobata, Şêra e Maydankah subordinados a ela), a área de Jindires (com o distrito de Şiyê subordinado a ela), a área de Rajo (com os distritos de Bulbul, Maydana e Bahdina subordinados a ela), bem como o Cantão de Shahba consistindo na área de Tell Rifaat (com o Ahraz, Os distritos de Fafin e Kafr Naya subordinam-se a ele). O status de Manbij não era claro; enquanto alguns relatórios o descreveram como parte do Cantão de Shabha e da Região de Afrin, eleições comunais e regionais não foram realizadas lá, e documentos oficiais que esclareceram o novo quadro regional não se referiam a Manbij.
A região de Afrin foi declarada autônoma pela primeira vez sob o nome de Cantão de Afrin em janeiro de 2014. A subdivisão da Administração Autônoma do Norte e Leste da Síria foi renomeada para Região de Afrin durante os congressos de subdivisão realizados em julho e agosto de 2017, enquanto o nome "Cantão de Afrin" foi então dado a uma de suas duas subdivisões como cantão ou província tornou-se o nome para subdivisões de segundo nível na Federação. A maior parte do território da região (incluindo o Cantão de Afrin) está sob a ocupação turca do norte da Síria desde o início de 2018. O último primeiro-ministro eleito da região de Afrin foi Hevi Ibrahim. O centro administrativo da região era a cidade de Afrin (atual Tell Rifaat).